# District de Thyolo
Thyolo est un district du Malawi.